# Вумелсдорф (Пенсільванія)
Вумелсдорф (англ. Womelsdorf) — місто (англ. borough) в США, в окрузі Беркс штату Пенсільванія. Населення — 2892 особи (2020).

## Географія
Вумелсдорф розташований за координатами 40°21′55″ пн. ш. 76°11′6″ зх. д. / 40.36528° пн. ш. 76.18500° зх. д. (40.365302, -76.184965).  За даними Бюро перепису населення США в 2010 році місто мало площу 2,34 км², з яких 2,33 км² — суходіл та 0,00 км² — водойми.

## Демографія
Згідно з переписом 2010 року, у селищі мешкало 2810 осіб у 1186 домогосподарствах у складі 753 родин. Густота населення становила 1202 особи/км².  Було 1246 помешкань (533/км²).
Расовий склад населення:
| - 92,5 % — білих - 2,8 % — чорних або афроамериканців - 2,0 % — азіатів - 1,3 % — осіб інших рас |

До двох чи більше рас належало 1,4 %. Частка іспаномовних становила 4,2 % від усіх жителів.
За віковим діапазоном населення розподілялося таким чином: 22,9 % — особи молодші 18 років, 62,3 % — особи у віці 18—64 років, 14,8 % — особи у віці 65 років та старші. Медіана віку мешканця становила 39,5 року. На 100 осіб жіночої статі у селищі припадало 92,7 чоловіків;  на 100 жінок у віці від 18 років та старших — 91,9 чоловіків також старших 18 років.
Середній дохід на одне домашнє господарство  становив 61 918 доларів США (медіана — 49 770), а середній дохід на одну сім'ю — 76 169 доларів (медіана — 55 223). Медіана доходів становила 50 625 доларів для чоловіків та 41 758 доларів для жінок. За межею бідності перебувало 5,3 % осіб, у тому числі 3,8 % дітей у віці до 18 років та 4,7 % осіб у віці 65 років та старших.
Цивільне працевлаштоване населення становило 1210 осіб. Основні галузі зайнятості: освіта, охорона здоров'я та соціальна допомога — 23,6 %, мистецтво, розваги та відпочинок — 20,6 %, виробництво — 15,0 %, оптова торгівля — 9,6 %.